# 曹達 (倭)
曹 達（そう たつ）または司馬 曹達（しば そうたつ、生没年不詳）は、5世紀前半（古墳時代中期）の倭の官吏。官職は司馬。倭王讃（倭の五王の1人）の臣。中国系渡来人と推測される。

## 記録
中国歴史書の『宋書』夷蛮伝倭国の条（宋書倭国伝）によれば、元嘉2年（425年）に司馬の曹達は讃によって宋に遣わされ、文帝に表を奉り方物（地方名産物）を献じたという。

## 考証
冠称の「司馬」については、軍事に関する官職名を指すとする説が有力視される。倭王讃は永初2年（421年）に「除授」を賜っているが、その内容は不明ながら「安東将軍 倭国王」の官爵号の可能性が高い。そしてこの官爵により、将軍府（軍府/幕府）の設置および長史（文官管掌職）・司馬（軍事管掌職）・参軍といった僚属（府官）の設置が可能となっており、曹達の「司馬」もその府官制に則った官職と推測される。倭の司馬（次官）の遣使は、高句麗・百済の長史（長官）の遣使とは異なるものであり、軍事性を重視する倭の内情や、他国より優位に立とうとする倭の外交姿勢を表す可能性が指摘される。一方で大将軍府（高句麗・百済）では長史が筆頭で、将軍府（倭）では司馬が筆頭であったとする見方もある。ただし当時の曹達の実際は、軍官の実務に従事する職（実司馬）でなく、使節のための臨時的な職（虚司馬）であったと見られる。なお、この「司馬」を姓とする異説もある。
当時の倭では、稲荷山古墳出土鉄剣銘文の「乎獲居」や、江田船山古墳出土の銀象嵌銘大刀銘文の「无利弖」のように姓を持たないのが一般的であるため、曹達は中国系渡来人と想定される（中国と通交が始まって日が浅いため、中国人でなく中国系朝鮮人か）。また倭の五王の一連の記事において倭王以外で名称の記載があるのは、曹達のほか倭王珍の臣の倭隋のみになる。この曹達や、江田船山古墳出土鉄刀銘文における「張安」の記載により、当時の倭では中国系渡来人も一定の役割を担ったことが知られる。